# Mathilde Sternat
 (avril 2023).
Si vous disposez d'ouvrages ou d'articles de référence ou si vous connaissez des sites web de qualité traitant du thème abordé ici, merci de compléter l'article en donnant les références utiles à sa vérifiabilité et en les liant à la section « Notes et références ».
En pratique : Quelles sources sont attendues ? Comment ajouter mes sources ?
Mathilde Sternat est une violoncelliste et arrangeur française.

## Biographie
Mathilde Sternat étudie le violoncelle et la musique de chambre, notamment avec Étienne Péclard, au Conservatoire de Paris et obtient son prix en 1995. Elle joue depuis, que ce soit de la musique de chambre en petit ensemble et dans différents orchestres de chambre (Camerata de Salzbourg, Orchestre de chambre d'Europe) et en tant que soliste de plusieurs orchestres symphoniques (l'Orchestre philharmonique de Montpellier, l'Orchestre symphonique de Tours, l'Orchestre lyrique de Tours). 

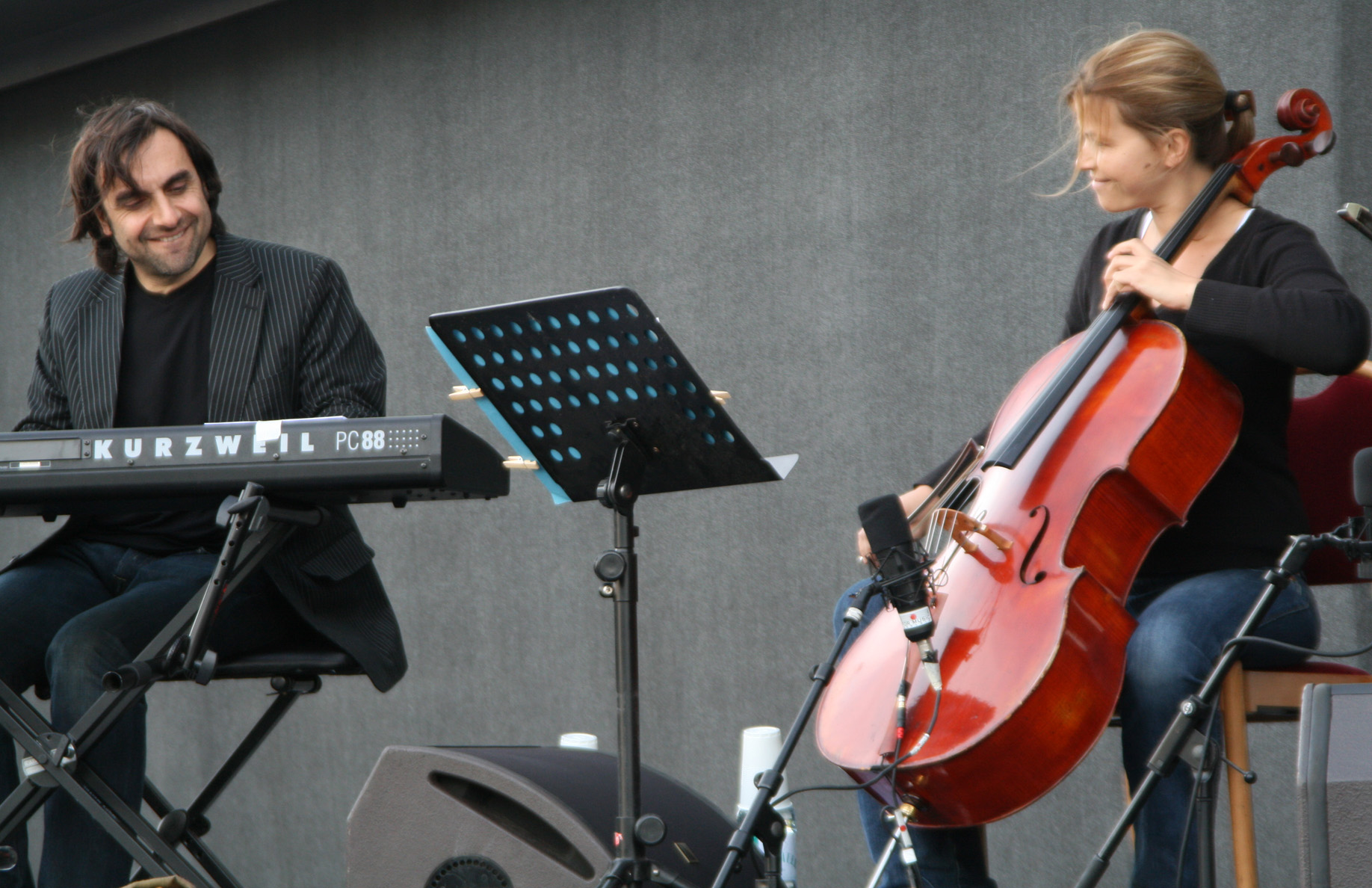
Mathilde Sternat avec André Manoukian (Vienne, 2007).

En tant que membre du Quatuor Travelling —  Anne Gravoin et David Braccini (violons), Vincent Pasquier (contrebasse) et Mathilde Sternat — elle réalise des arrangements du répertoire  de la musique du XIXe et du début du XXe siècle (Tchaïkovski, Brahms, Offenbach, Satie, entre autres) et des arrangements de compositions de Jazz (Scott Joplin, Bill Evans, George Gershwin, Astor Piazzolla, notamment) de musique pop (The Beatles…), de musiques de film et de chanson (Édith Piaf, Jacques Brel, Charles Aznavour, parmi d'autres).
À côté de ses engagements principalement pour la musique de chambre, Mathilde Sternat compose et arrange de la musique pour des spectacles de théâtre et joue régulièrement en concert et en studio d'enregistrement avec principalement des musiciens français, mais également des musiciens de renom internationalement, tels Malia, Patrick Bruel, Laurent Voulzy, Michel Sardou, Nolwenn Leroy, Sofia Mestari et Kirk Hammett.

## Enregistrements (sélection)
- Luigi Boccherini, Quintettes avec flûte [G.437-442] - avec Jean-Pierre Rampal, Régis Pasquier, Bruno Pasquier et Roland Pidoux (1997, Sony SK 62 679) (OCLC 906156351)
- Eleftheria Arvanitaki, Diffusion (2001, Emarcy Records/Universal)
- Trio Jacques Loussier, Mozart, Concertos pour piano 20 & 23 (2005, Telarc)
- Nolwenn Leroy, Histoires Naturelles (2006, Mercury/Universal)
- Kirk Hammett, Portals (2022, Blackened)